# 가가우지아

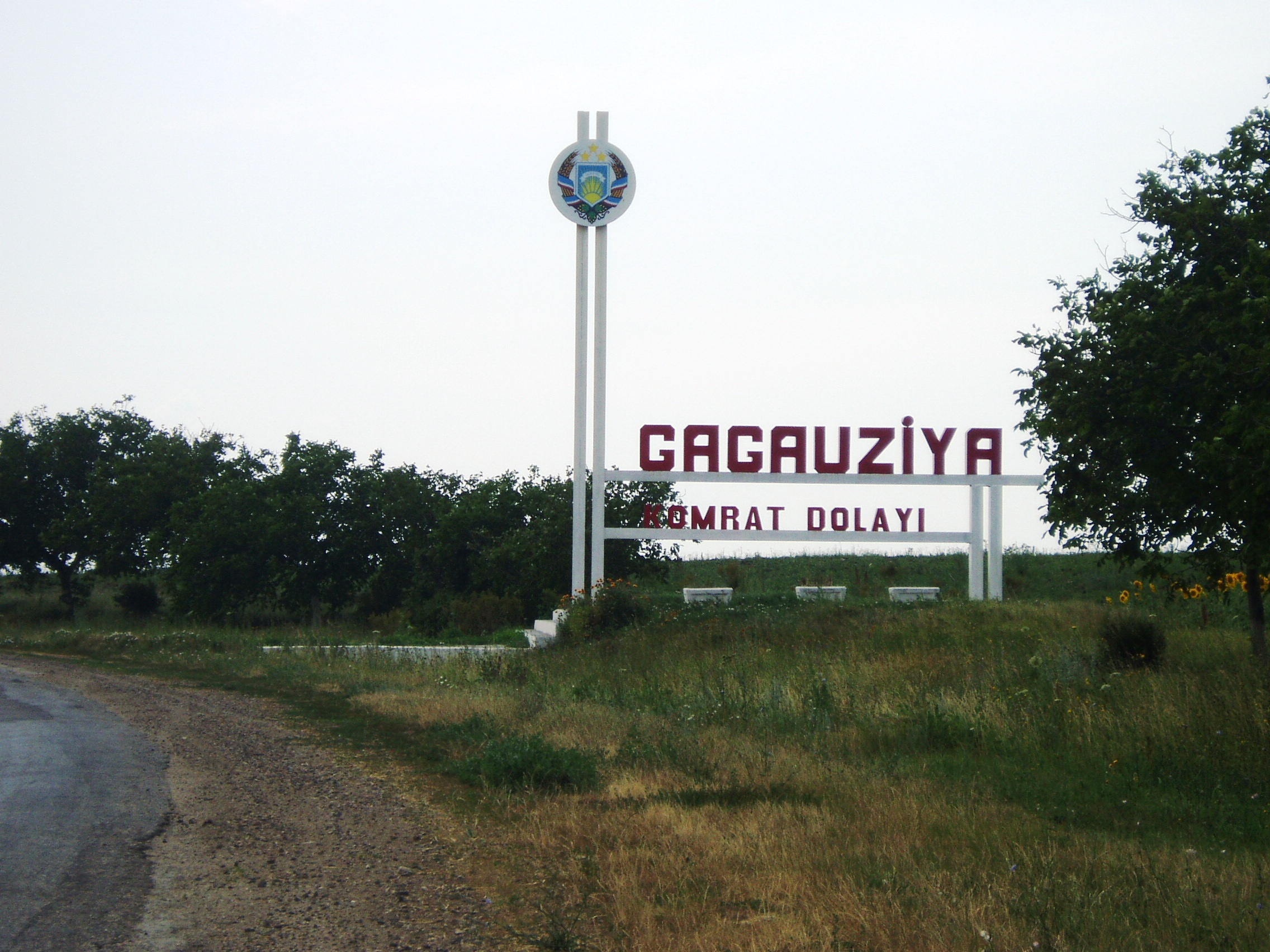

가가우지아 자치 영토 구역(가가우즈어: Avtonom Territorial Bölümlüü Gagauziya, 루마니아어: Unitatea Teritorială Autonomă Găgăuzia, 러시아어: Автономное территориальное образование Гагаузия), 약칭 가가우지아(가가우즈어: Gagauz Yeri 가가우즈 예리, 루마니아어: Găgăuzia 거거우쟈[*], 러시아어: Гагаузия 가가우지야[*])는 튀르크계 소수민족인 가가우즈인들을 위해 수립된 몰도바의 자치영토구역이다. 우크라이나와 국경을 접하고 있다.
가가우지아는 20세기 초 루마니아 왕국의 일부였으며, 1940년 제2차 세계대전 중 소련에 점령되어 몰도바 소비에트 사회주의 공화국의 일부가 되었다. 소련이 붕괴되기 시작하면서, 1990년 가가우지아는 독립을 선언했지만, 1994년 몰도바에 통합되었다.

## 행정 구역
가가우지아는 체아드르룬가구(Raionul Ceadîr-Lunga, 가가우즈어: Çadır dolayı 차드르 돌라이으), 콤라트구(Raionul Comrat, 가가우즈어: Komrat dolayı 콤라트 돌라이으), 불커네슈티구(Raionul Vulcăneşti, 가가우즈어: Valkaneş dolayı 발카네슈 돌라이으)로 구성되어있다.
| 체아드르룬가구 - 바우르치(Baurci, 가가우즈어: Baurçu 바우르추) - 베슈기오즈(Beşghioz, 가가우즈어: Beşgöz 베슈괴즈) - 카자클리아(Cazaclia, 가가우즈어: Kazayak 카자야크) - 체아드르룬가(Ceadîr-Lunga, 가가우즈어: Çadır 차드르) - 키리에트룬가(Chiriet-Lunga, 가가우즈어: Kiriyet 키리예트) - 콥체아크(Copceac, 가가우즈어: Kıpçak 큽차크) - 가이다르(Gaydar, 가가우즈어: Haydar 하이다르) - 졸타이(Joltay, 가가우즈어: Coltay) - 토마이(Tomai, 가가우즈어: Tomay) | 콤라트구 - 알렉세에브카(Alexeevca) - 아브다르마(Avdarma) - 베샬마(Beşalma) - 부제아크(Bugeac, 가가우즈어: Bucak 부자크) - 키오셀리아 루서(Chioselia Rusă, 가가우즈어: Köseli Rus 쾨셀리 루스) - 키르소바(Chirsova, 가가우즈어: Başküü 바슈퀴위) - 초크마이단(Cioc-Maidan,가가우즈어: Çok Maydan) - 콤라트(Comrat, 가가우즈어: Komrat) - 콘가즈(Congaz, 가가우즈어: Kongaz) - 콘가즈치쿨 데 조스(Kongazcikul de Jos, 가가우즈어: Kongazçık Aşaakı 콘가즈츠크 아샤아크) - 콘가즈치쿨 데 수스(Kongazcikul de Sus, 가가우즈어: Kongazçık Yukarkı 콘가즈츠크 유카르크) - 코토브스코에(Cotovscoe, 가가우즈어: Kırlannar 크를란나르) - 데즈긴제아(Dezghingea, 가가우즈어: Dezgincä 데즈긴재) - 두둘레슈티(Duduleşti, 가가우즈어: Duduleşt 두둘레슈트) - 페라폰티에브카(Ferapontievca, 가가우즈어: Parapontika 파라폰티카) - 스베틀르이(Svetlîi, 가가우즈어: Svetlıy) | 불커네슈티구 - 카르발리아(Carbalia,가가우즈어: Kırbaalı 크르바알르) - 치슈미키오이(Cişmichioi , 가가우즈어: Çöşmäküü 최슈매퀴위) - 에툴리아(Etulia, 가가우즈어: Tülüküü 튈뤼퀴위) - 에툴리아 노우어(Etulia Nouă, 가가우즈어: Eni Tülüküü 에니 튈뤼퀴위) - 에툴리아 스타치에 체페(Etulia staţie c.f., 가가우즈어: Tülüküü demir yolu 튈뤼퀴위 데미르 욜루) - 불커네슈티(Vulcăneşti, 가가우즈어: Valkaneş 발카네슈) - 불커네슈티 스타치에 체페(Vulcăneşti staţie c.f.) |  |

## 인구
2014년 인구조사에 따르면, 가가우지아의 인구는 134,535명이며, 도시 인구가 36.2%, 농촌 인구가 63.8%이다.

### 민족 구성
2004년 인구조사에 따르면, 가가우지아의 민족 구성은 다음과 같다.
| 민족         | 인구    | 비율(%) |
| ------------ | ------- | ------- |
| 가가우즈인   | 112,403 | 83.8    |
| 불가리아인   | 6,573   | 4.9     |
| 몰도바인     | 6,304   | 4.7     |
| 러시아인     | 4,292   | 3.2     |
| 우크라이나인 | 3,353   | 2.5     |
| 기타         | 1,207   | 0.9     |

### 종교
- 기독교인: 96.0%
  - 동방 정교회인: 93.0%
  - 개신교인: 3.0%

- 기타: 2.2%
- 무종교인: 1.6%
- 무신론자: 0.2%

## 언어
가가우즈어와 루마니아어, 러시아어가 공용어이다. 2004년 인구조사에 따르면, 모어의 경우 가가우즈어(79.9%), 러시아어(9.0%), 불가리아어(4.2%), 루마니아어(3.9%), 우크라이나어(2.2%), 기타(0.6%) 순이었다. 반면에 상용어는 가가우즈어(65.3%), 러시아어(30.8%), 불가리아어(2.0%), 루마니아어(1.2%), 우크라이나어(0.5%), 기타(0.0%) 순으로 나타났다. 이는 가가우지아에서의 러시아어 위세를 보여주는 것이다.

## 같이 보기
- 가가우즈인